# Château de Fondremand
Le château de Fondremand est un château situé à Fondremand, en France.

## Description
Du château médiéval subsiste la tour-donjon de plan rectangulaire, construite autour de 1380, composée de deux niveaux de deux salles voûtées en berceau et d'un vaste volume libre où se distinguent trois niveaux jadis planchéiés. Elle occupe l'angle ouest d'une cour que borde à l'est un bâtiment construit vers la fin du XVe siècle ou le début du XVIe siècle qui conserve plusieurs pièces voûtées sur croisée d'ogives et cheminées monumentales. Au nord, des écuries néo gothiques ont été construites au début du XXe siècle.

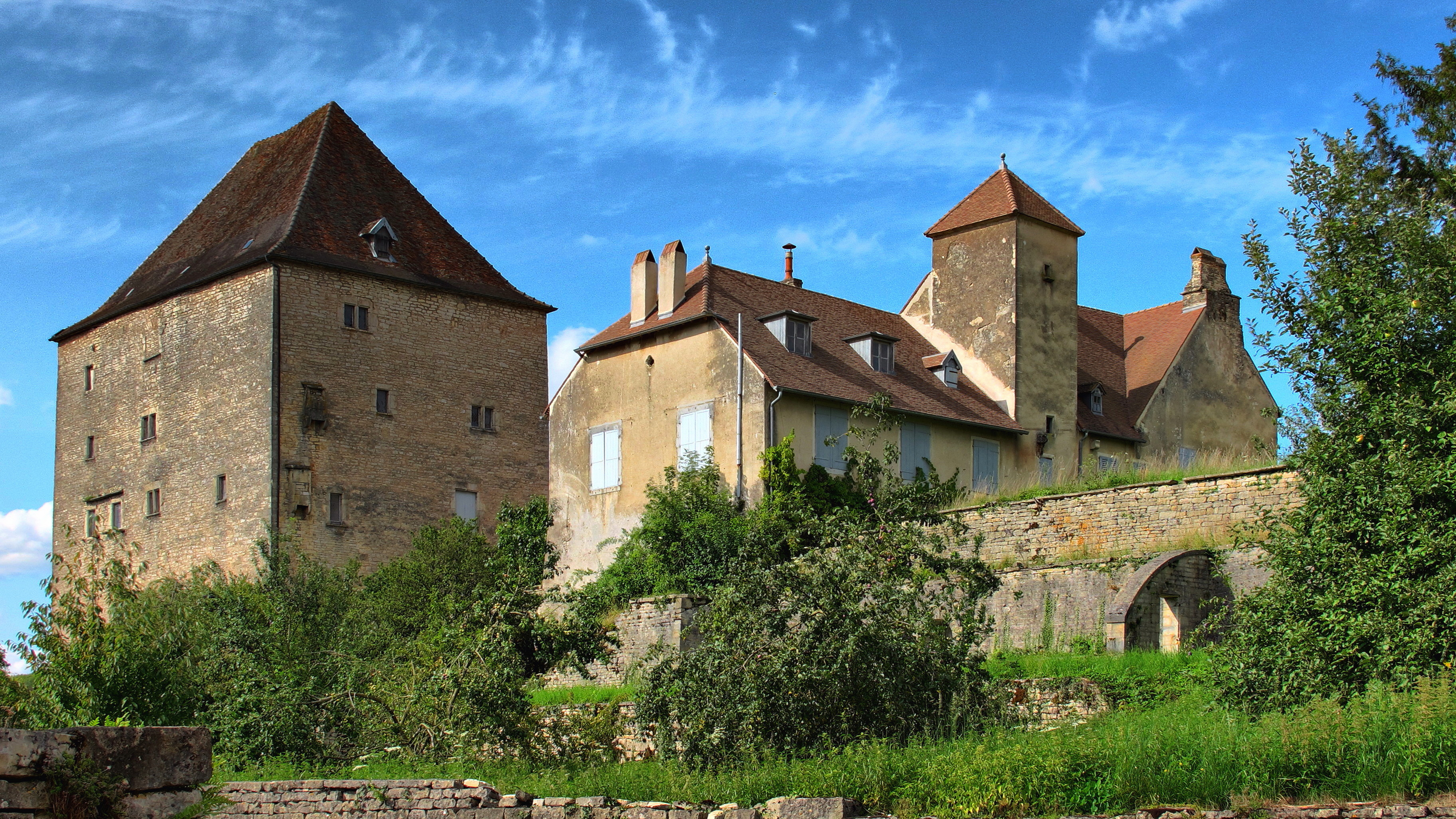
La tour-donjon et le bâtiment est.

## Localisation
Le château est situé sur la commune de Fondremand, dans le département français de la Haute-Saône.

## Historique
L'édifice est inscrit au titre des monuments historiques en 2004, remplacé par un arrêté de classement en 2015.